# Rędziny (gmina)
Pour les articles homonymes, voir Rędziny.
Rędziny est une gmina rurale du powiat de Częstochowa, Silésie, dans le sud de la Pologne. Son siège est le village de Rędziny, qui se situe environ 10 km au nord-est de Częstochowa et 70 km au nord de la capitale régionale Katowice.
La gmina couvre une superficie de 41,36 km2 pour une population de 9 687 habitants.

## Géographie
La gmina inclut les villages de Konin, Kościelec, Madalin, Marianka Rędzińska, Rędziny et Rudniki.
La gmina borde la ville de Częstochowa et les gminy de Kłomnice, Mstów et Mykanów.